# Орчерд-Парк (містечко, Нью-Йорк)
Орчерд-Парк (англ. Orchard Park) — місто (англ. town) в США, в окрузі Ері штату Нью-Йорк. Населення — 29 686 осіб (2020).

## Демографія
Згідно з переписом 2010 року, у місті мешкали 29 054 особи в 11 398 домогосподарствах у складі 7955 родин. Було 12104 помешкання
Расовий склад населення:
| - 96,7 % — білих - 1,3 % — азіатів - 0,7 % — чорних або афроамериканців - 0,2 % — корінних американців |

До двох чи більше рас належало 0,8 %. Частка іспаномовних становила 1,6 % від усіх жителів.
За віковим діапазоном населення розподілялося таким чином: 23,7 % — особи молодші 18 років, 57,8 % — особи у віці 18—64 років, 18,5 % — особи у віці 65 років та старші. Медіана віку мешканця становила 44,4 року. На 100 осіб жіночої статі у місті припадало 92,1 чоловіків;  на 100 жінок у віці від 18 років та старших — 87,9 чоловіків також старших 18 років.
Середній дохід на одне домашнє господарство  становив 115 888 доларів США (медіана — 89 955), а середній дохід на одну сім'ю — 139 879 доларів (медіана — 108 483). Медіана доходів становила 66 878 доларів для чоловіків та 49 864 долари для жінок. За межею бідності перебувало 4,0 % осіб, у тому числі 4,1 % дітей у віці до 18 років та 3,5 % осіб у віці 65 років та старших.
Цивільне працевлаштоване населення становило 15 168 осіб. Основні галузі зайнятості: освіта, охорона здоров'я та соціальна допомога — 25,5 %, виробництво — 12,7 %, фінанси, страхування та нерухомість — 11,3 %, роздрібна торгівля — 11,1 %.